# Dupont Circle (métro de Washington)
Dupont Circle est une station de la ligne rouge du métro de Washington. Elle est située sous le Rond-point Dupont, en parallèle avec la Connecticut Avenue (en) entre le bord sud du rond-point et la rue Q NW au nord, dans le quadrant Northwest de Washington DC, capitale des États-Unis.

## Situation sur le réseau

Plan du métro.

Établie en souterrain, Dupont Circle est une station de passage de la ligne rouge du métro de Washington. Elle est située entre la station Woodley Park, en direction du terminus nord-ouest Shady Grove et la station Farragut North, en direction du terminus nord-est Glenmont.
Elle dispose des deux voies de la ligne, encadrées par deux quais latéraux.

## Histoire
La station Dupont Circle est mise en service le 17 janvier 1977, lors de l'ouverture à l'exploitation du prolongement de 0,7 km depuis l'ancien terminus Farragut North. C'est une station profonde construite sous la nappe phréatique en tunnel de percement. Elle est nommée en référence au  Rond-point éponyme qu'elle dessert, qui lui-même a été nommée en hommage à Samuel Francis Du Pont.
Elle devient une simple station de passage lors du prolongement suivant le 5 décembre 1980.
En octobre 2012, après six mois de travaux, l'entrée sud est remise en service avec trois nouveaux escaliers mécaniques remplaçant les anciens qui n'étaient plus fiables du fait de la disparition du fabricant. Dix ans plus tard, en septembre 2022, la verrière spécifique couvrant l'entrée nord de la station est posée.

## Services aux voyageurs

### Accès et accueil
La station dispose de deux point d'accès : au nord du rond-point Dupont, à l'intersection entre la Connecticut Avenue NW et la Q St NW, une importante bouche circulaire, couverte d'une verrière, équipée d'escaliers mécaniques et d'un ascenseur ; au sud du rond-point, sur la 19th St NW, une bouche, couverte d'une verrière, disposant d'escaliers mécaniques.

Installations
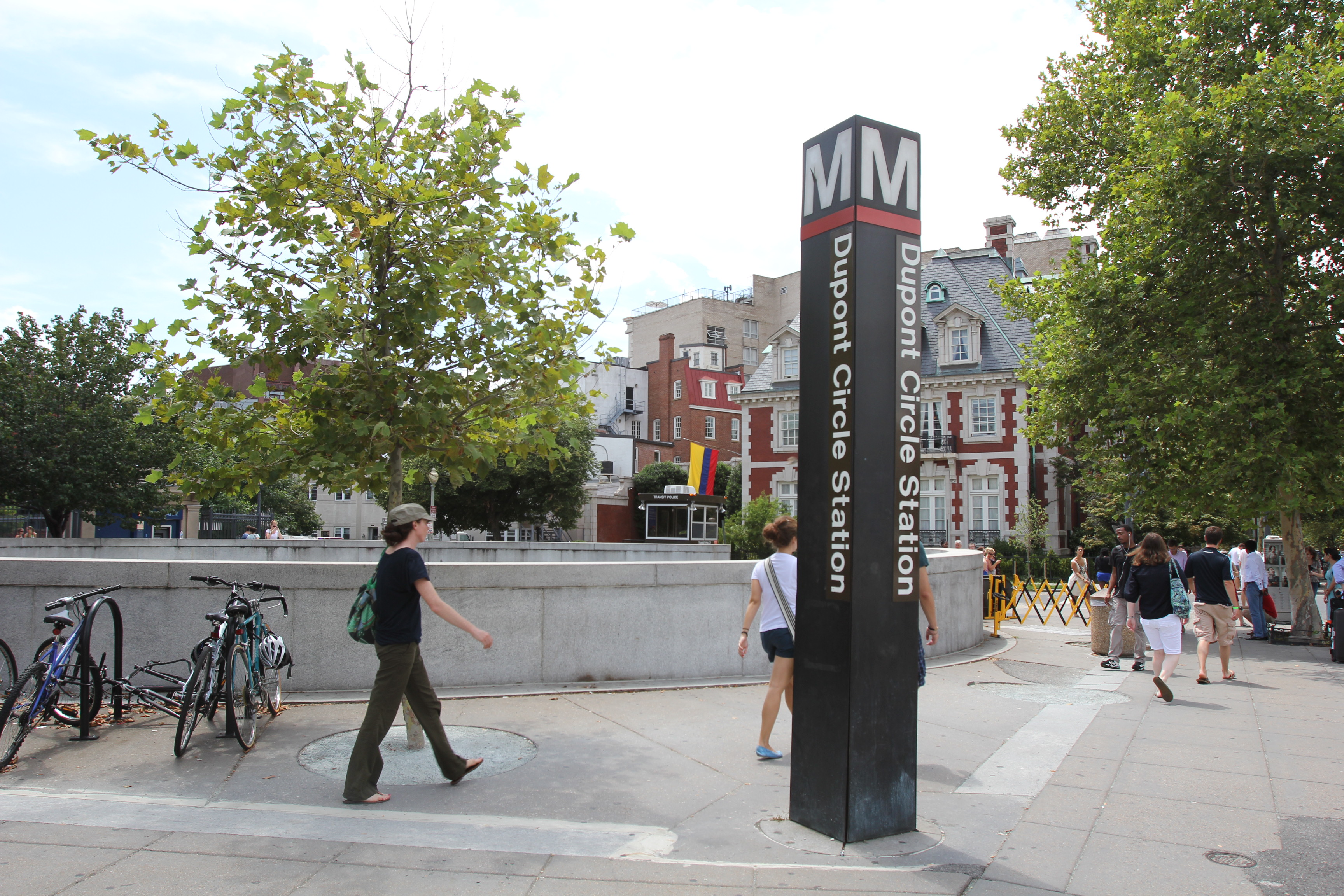
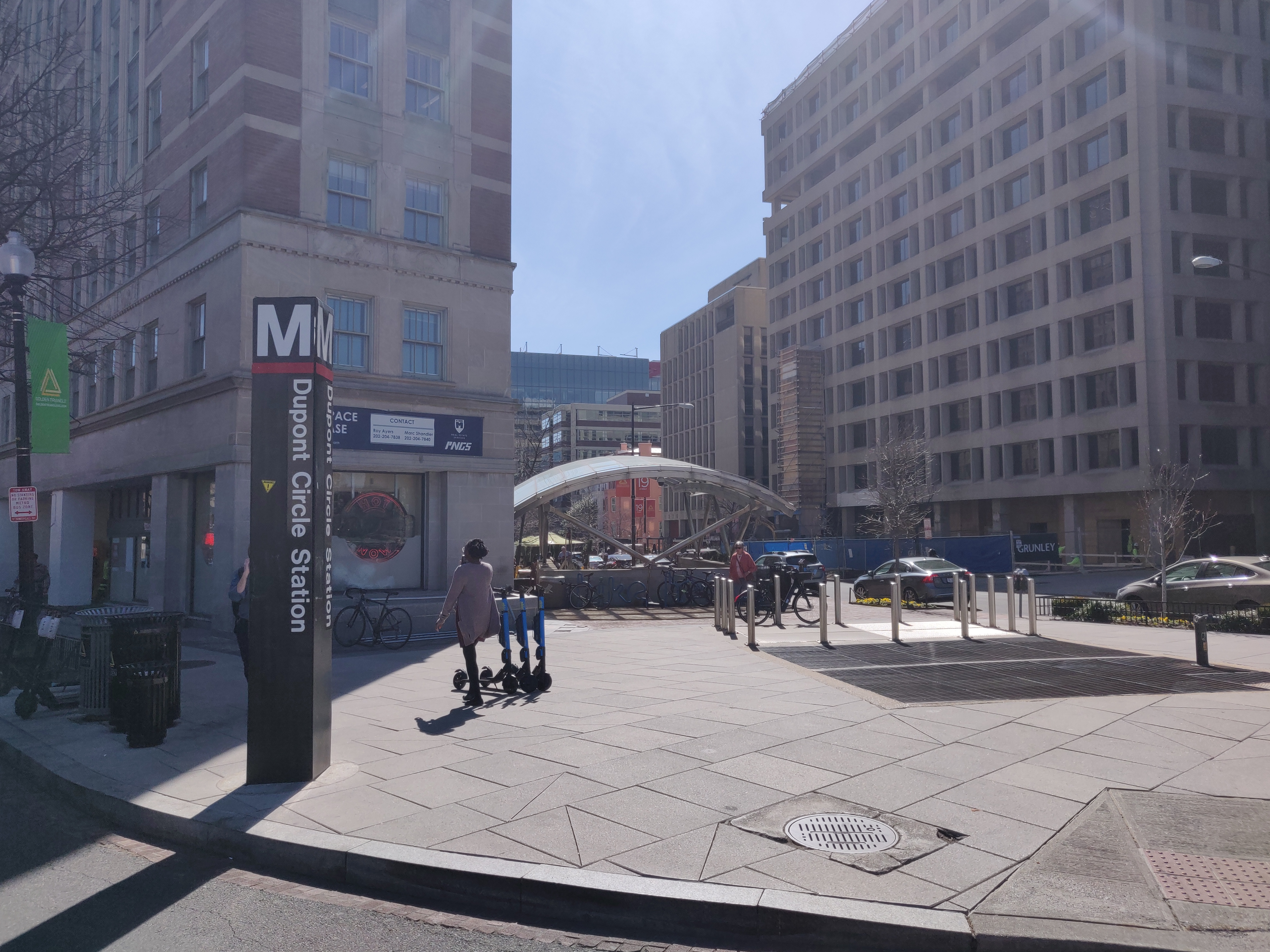
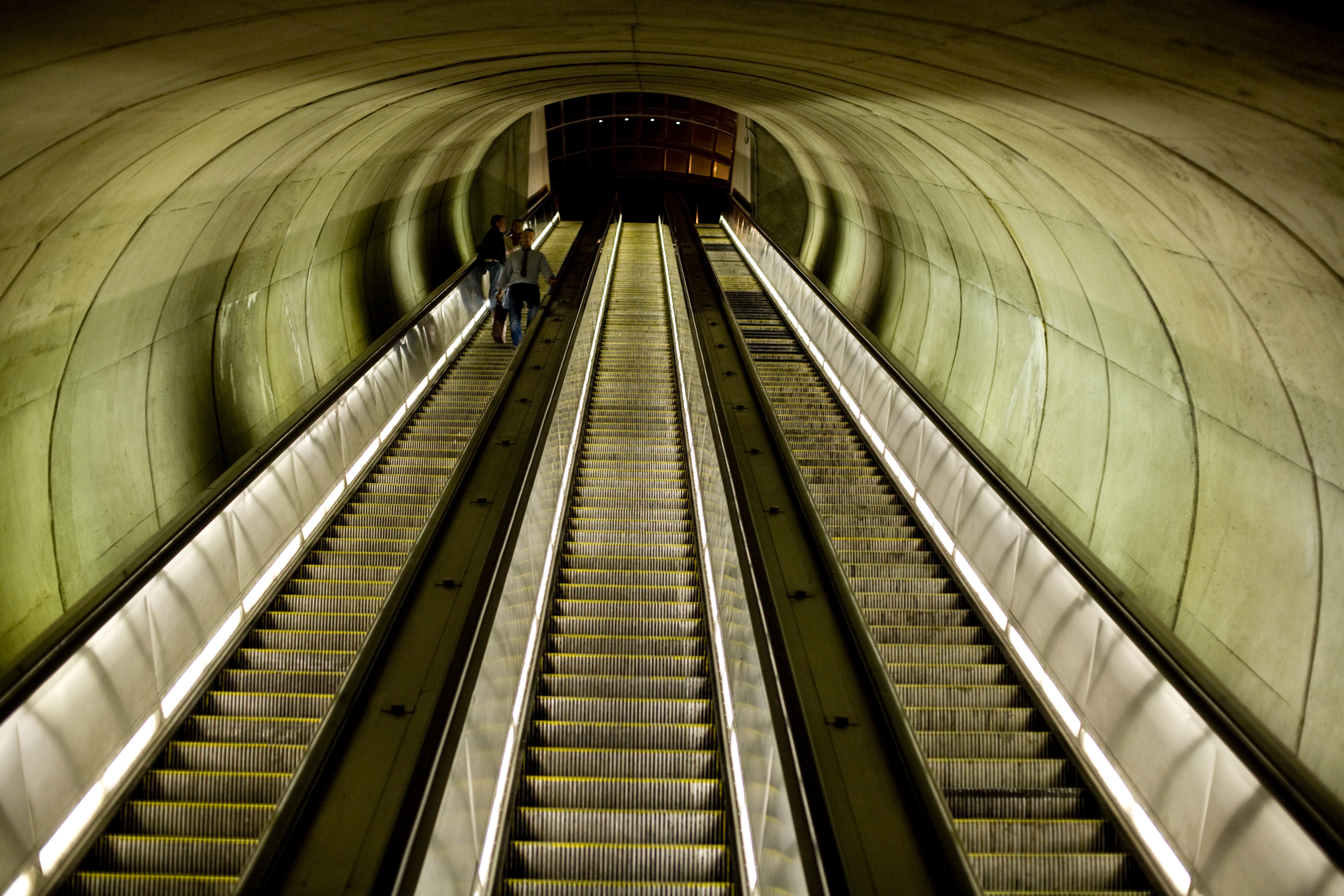

### Desserte
Dupont Circle est desservie par les rames qui circulent sur la ligne rouge du métro de Washington. Le passage du premier train : en semaine à 5 h 33 et 5 h 35 et les samedis et dimanches à 7 h 33 et 7 h 35 suivant la direction Glenmont ou Shady Grove, la station est ouverte dix minutes avant le premier passage. La fermeture quotidienne a lieu après le passage du dernier train : en semaine et le dimanche à 24 h 0 et 0 h 10, les samedis à 1 h 0 et 1 h 10 suivant la direction Glenmont ou Shady Grove.

Installations et desserte
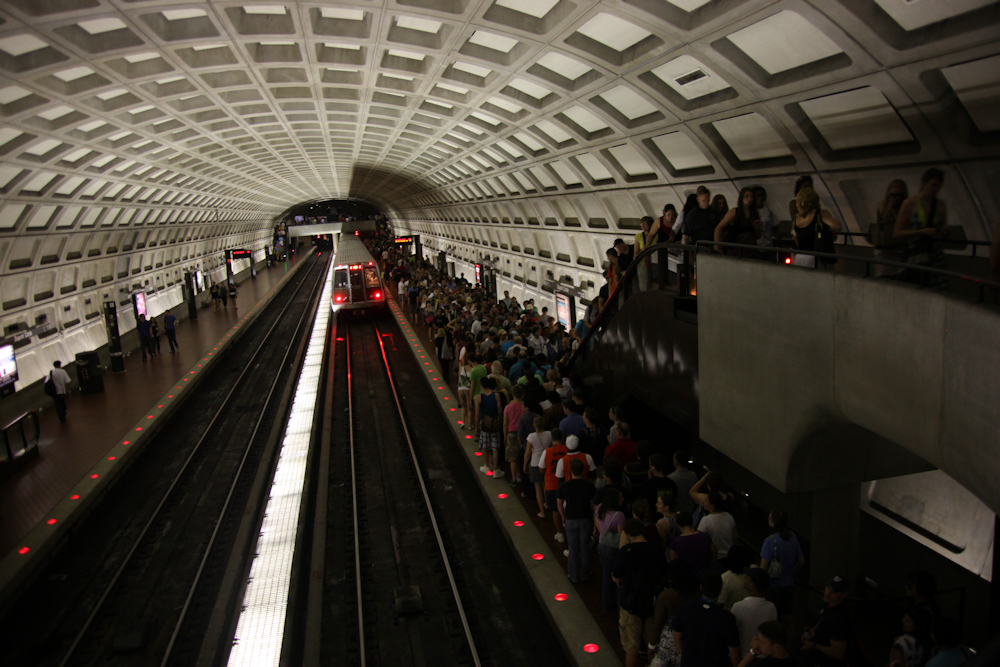
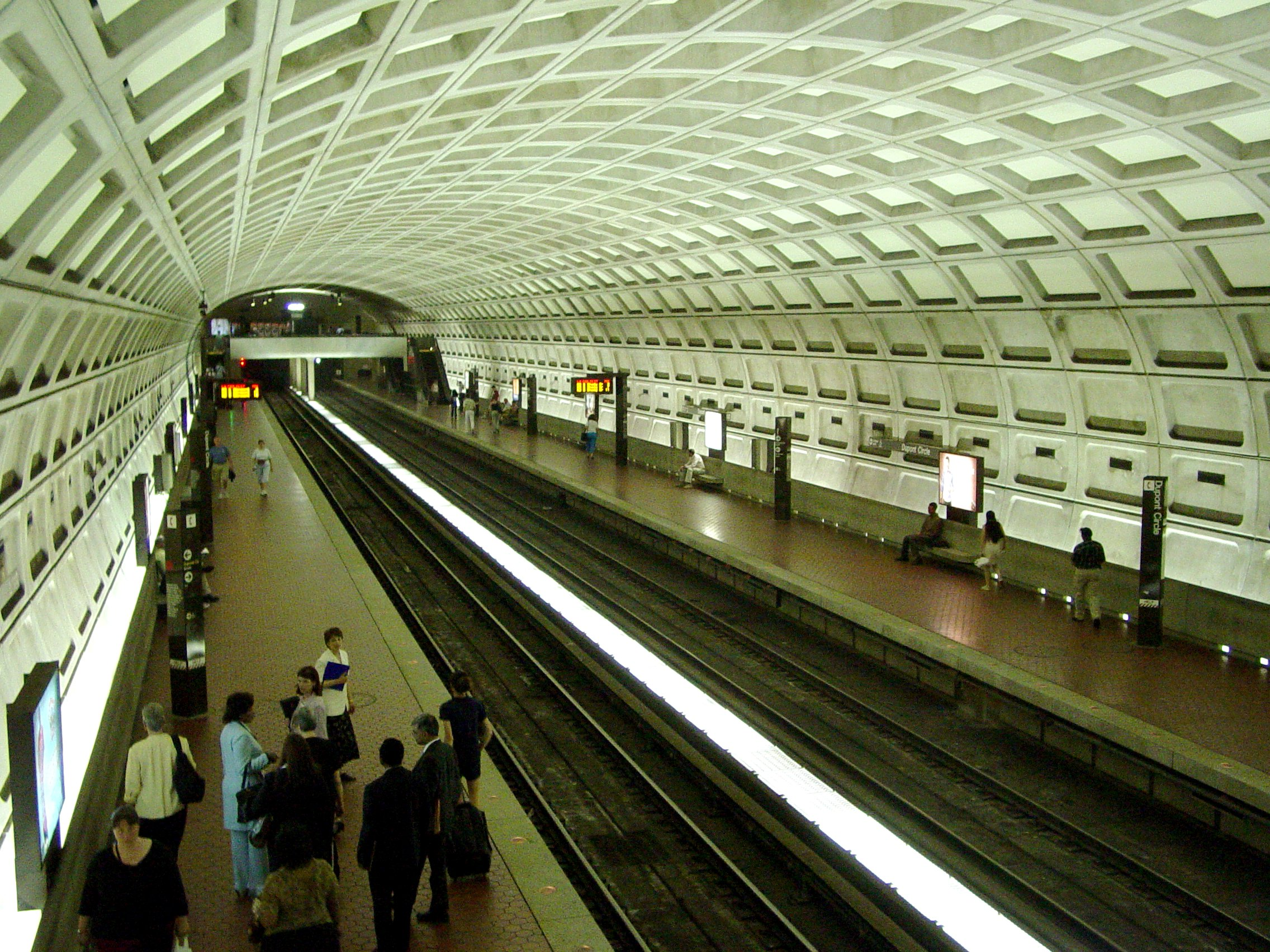
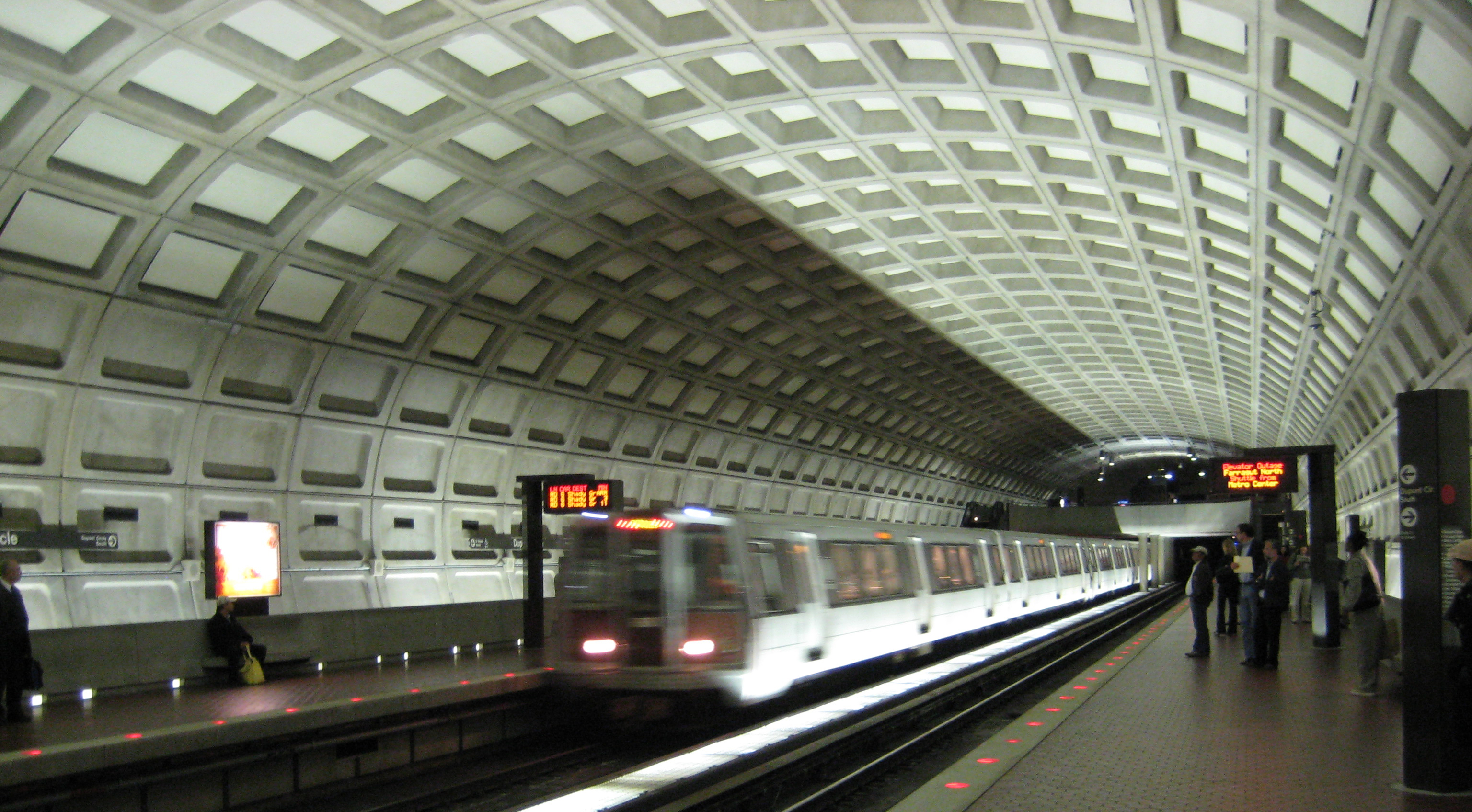

### Intermodalité
À proximité des arrêts de bus sont desservis par les lignes 42, 43, D2, D6, G2, L2, N2, N4 et N6. Elle dispose également de 26 porte-vélos.

## À proximité
- Rond-point Dupont